# روسمير تشفيكو
روسمير تشفيكو (بالإنجليزية: Rusmir Cviko) من مواليد 2 يناير 1972 وهو مدرب كرة قدم بوسني محترف ولاعب سابق.
تشفيكو لاعب سابق في منتخب البوسنة والهرسك لكرة القدم ومدرب للعديد من المنتخبات الوطنية الموجودة في البوسنة والهرسك.

## المسيرة الكروية
بدأ سفيكو مسيرته الكروية مع نادي سراييفو في فئتي الشباب والناشئين. وبعد انتهاء مسيرته الكروية انضم إلى الفريق الأول لنادي سراييفو 1993. وفي عام 1995 انتقل إلى نادي رويال أنتويرب أحد أندية الدرجة الأولى البلجيكية حيث لعب حتى عام 1997 لكنه لم يشارك في أي مباراة بالدوري.
في عام 1997 عاد تشفيكو إلى البوسنة والهرسك وانتقل إلى نادي جيليزنيجار في الدوري الأول للبوسنة والهرسك حيث فاز بلقب الدوري في موسم 1997-1998 وكأس السوبر البوسني في عام 1998. وفي عام 1999 انتقل تشفيكو إلى تشيليك زينيكا قبل أن ينهي مسيرته في نادي الوحدة في الدوري الإماراتي للمحترفين في عام 2000.

## المسيرة الدولية
بين عامي 1993 و1996 لعب تشفيكو مع منتخب البوسنة والهرسك الوطني. وخلال مسيرته الكروية مع منتخبات البوسنة والهرسك لعب تشفيكو لصالح منتخبات تحت ال15 وال17 وال19 عامًا.

## المهنة الإدارية

### منتخبات البوسنة والهرسك
من عام 2004 إلى عام 2008 كان تشفيكو مدربًا للمنتخب الوطني للشباب في اتحاد البوسنة والهرسك لكرة القدم. في عام 2007 كما أصبح أحد مدربي منتخب البوسنة والهرسك تحت ٢١ عامًا. وظل في هذا المنصب حتى عام 2009.
خلال فترة عمله في الاتحاد البوسني لكرة القدم شغل أيضًا منصب رئيس كشافي المواهب في المنتخب الوطني للبوسنة والهرسك (أ). في عام 2014 تولى تشفيكو منصب المدرب وكشاف المواهب في المنتخب الوطني للشباب في الاتحاد.

### زيلتنشر (مدير الفريق)
في عام 2009 تولى تشفيكو منصب مدير فريق نادي جيليزنيتشار البوسني القوي بناءً على اقتراح من مدير النادي آنذاك أمار أوسيم. وخلال فترة إدارته للفريق حقق فريق جيليزنيتشار -بقيادة أوسيم- نجاحًا باهرًا. وتُوّج النادي بطلًا في مواسم 2009-2010 و2011-2012و2012-2013.
فاز زيلجيزنيشار أيضًا بلقبين لكأس البوسنة في موسمي 2010-2011 و2011-2012. وفي موسمي 2009-2010 و2012-2013 حل النادي وصيفًا في مسابقة الكأس الوطنية. وأنهى تشفيكو مسيرته مع النادي بعد مغادرته في يونيو 2013.

### داليان ترانسيندنس
في 21 أبريل 2016 بدأ سيفيكو العمل كمدير لفريق داليان ترانسيندنس. وفي أغسطس 2016 عين سيفيكو مديرًا مؤقتًا للفريق ونجح في إنقاذ الفريق من الهبوط.
في 18 ديسمبر 2016 تعاقد نادي داليان ترانسيندنس رسميًا مع المدرب سفيكو. كما تولى سفيكو تدريب النادي عندما كان على وشك الهبوط وحافظ على مكانه في الدوري الصيني الدرجة الأولى. في الموسم التالي أنهى سفيكو مسيرته مع داليان ترانسيندنس وعند رحيله كان النادي في المركز التاسع. ثم أكمل مسيرته مع داليان في ديسمبر 2017.

### ميتشو هاكا
لم تمر سمعة سفيكو العظيمة وعمله الرائع في داليان ترانسندنس مرور الكرام ففي 16 ديسمبر 2017 أصبح المدير الجديد لنادي ميتشو هاكا إف سي في الدوري الصيني الأول. وقاد سفيكو الفريق إلى الموسم الجديد في يناير 2018. في موسم 2018 من الدوري الصيني الأول تمكن من إيصال النادي إلى أعلى مركز له في التاريخ. وفي أبريل 2018 أُعلن مدرب الشهر في الدوري الصيني الأول.
فقط في أبريل 2018 فاز ميتشو هاكا بخمس مباريات في الدوري الصيني الدرجة الأولى وهو ما اعتُبر نجاحًا باهرًا إذ كان هدف النادي في بداية الموسم هو تجنب الهبوط. وقاده ترتيبه في الدوري في الموسم التالي إلى الدوري الصيني الممتاز مما جذب اهتمامًا كبيرًا من بعض أندية الدوري الصيني الممتاز لضمّ تشيفيكو.
استقال من منصب مدير نادي ميزو هاكا في 28 أغسطس 2018 لكنه ترك النادي بعلاقات ودية مع إدارته. في أثناء وجوده في هاكا أثبت سفيكو مرة أخرى مدى روعة تعيينه للنادي. عندما تولى قيادة الفريق في ديسمبر 2017 احتل الفريق الأول للنادي المرتبة 13 من أصل 16 فريقًا في الدوري الصيني الأول بناءً على قيمة الفريق. وفي وقت رحيل سفيكو احتل الفريق المرتبة الثالثة من أصل 16 فريقًا. حيث كان هذا بسبب النتائج الرائعة التي حققها الفريق طوال الموسم وحقيقة أنه خلال فترة سفيكو في النادي قضى الفريق معظم وقته في مكان ما بين المركز الأول والثالث في تصنيفات الدوري الصيني الأول.
حطم تشفيكو أيضًا بعض الأرقام القياسية خلال فترة وجوده في النادي. ولم يُهزم الفريق على أرضه لمدة 11 مباراة متتالية وفاز في 5 مباريات متتالية وهي أفضل نتيجة للنادي في تاريخه.

### العودة إلى منتخب البوسنة والهرسك
في 25 يناير 2020 عاد تشفيكو إلى المنتخب الوطني للبوسنة والهرسك حيث عين مساعدًا للمدرب الرئيسي دوشان باجيفيتش.

### العروبة
في 20 يونيو 2023 عين سفيكو مديرًا لنادي العروبة السعودي. وقد قاد النادي إلى الصعود إلى الدوري الاحترافي في موسمه الوحيد مع النادي.

### راجا سي ايه
في 25 يوليو 2024 وقّع عقدًا لمدة عام واحد مع نادي الرجاء البيضاوي ليصبح مدربه الرئيسي. وقد فاز النادي للتو بالثنائية مع سلفه جوزيف زينباور. وفي 27 سبتمبر 2024 أُقيل من منصبه.

## الإحصاءات الإدارية
آخر تحديث المباراة لعبت في 26 سبتمبر 2024
.
| الفريق            | الجنسية  | من             | إلى            | السِجِلّ | السِجِلّ | السِجِلّ | السِجِلّ | السِجِلّ | السِجِلّ | السِجِلّ | السِجِلّ  |
| الفريق            | الجنسية  | من             | إلى            | G     | W     | D     | L     | GF    | GA    | GD    | Win %  |
| ----------------- | -------- | -------------- | -------------- | ----- | ----- | ----- | ----- | ----- | ----- | ----- | ------ |
| داليان ترانسيندنس | الصين    | 12أغسطس2016    | 10 أغسطس2017   | 29    | 10    | 6     | 13    | 35    | 52    | −17   | 034٫48 |
| ميتشو هاكا        | الصين    | 17 ديسمبر 2017 | 29 أغسطس2018   | 22    | 9     | 5     | 8     | 31    | 30    | +1    | 040٫91 |
| النادي العربي     | الكويت   | 22 سبتمبر 2022 | 15 يونيو 2023  | 36    | 23    | 7     | 6     | 72    | 38    | +34   | 063٫89 |
| نادي العروبة      | السعودية | 22 يونيو 2023  | 1 يونيو 2024   | 35    | 20    | 4     | 11    | 48    | 35    | +13   | 057٫14 |
| نادي الرجاء       | المغرب   | 25 يوليو 2024  | 26 سبتمبر 2024 | 8     | 3     | 2     | 3     | 14    | 11    | +3    | 037٫50 |
| المجموع           | المجموع  | المجموع        | المجموع        | 130   | 65    | 24    | 41    | 200   | 166   | +34   | 050٫00 |

## الأوسمة

### لاعب
جيلجيزنيار
- الدوري الأول للبوسنة والهرسك: 1997-1998
- كأس السوبر البوسني: 1998

### مدير
العربي
- كأس ولي عهد الكويت: 2022–23

فردي
- مدرب الشهر في الدوري الصيني الدرجة الأولى: أبريل 2018

## روابط خارجية
- Rusmir Cviko في Soccerway
- مقابلة مع روسمير سفيكو